# 人返しの法
人返しの法（ひとがえしのほう）は、江戸時代の水野忠邦の改革において、江戸の人口を減少させ農村の人口を確保することを目的に発令された法。人返し令（人返令）とも称される。

## 前史
松平定信が寛政の改革において、この人返しの法と似た法令である旧里帰農令を発令した。こちらは離村して、江戸に流れてきた地方の農民たちに元の村々へ帰ることを勧め、そのための旅費・食費を幕府が交付する、というものだった。しかし、この法令には強制力がなく、また費用の交付も十分では無かったため、ほとんど効果がなかった。

## 天保の改革
江戸幕府第11代将軍徳川家斉が将軍職から退き、12代将軍に徳川家慶が就任する3年前に、老中水野忠成の後任として水野忠邦が新たな老中首座となった。彼は相次ぐ飢饉による物価の高騰、そして農村部での離村による生産力低下という「内」の危機と、ゴローニン事件やフェートン号事件などに代表される外国船の接近という「外」の危機、つまり内憂外患に対応するため改革を決意。しかし、徳川家斉は将軍職を退いた後も大御所として強い権力を振るっており、彼の寵臣も改革の道を阻んだ。この大御所時代に、一度帰村を強制することについて諮問がなされているが、法令の制定には至っていない。
天保12年（1841年）、大御所家斉が死去すると、忠邦は改革派の勢力をつくり、相次いで家斉の寵臣を粛清。遠山景元や鳥居耀蔵といった人材を登用し、天保の改革をスタートさせた。天保13年（1842年）8月、忠邦は町奉行に対し強制的な帰村を命じる政策について評議させたが、慣れ親しんだ江戸での生活から無理矢理引き剥がして帰村させるのは現実的では無いと回答して、強制帰村の政策に反対した。翌年の再評議においても意見の大筋は同様で、帰村を強制するよりもまずは人別改を強化した方が良いとの回答があった。これを受けて天保14年（1843年）、人返しの法が発令された。主な内容は、
1. 新規に在方の農民が江戸の人別帳に入ることを禁止[1]。
2. 出稼ぎなどで短期間江戸に居住する場合は、村役人連印の願書に必ず領主の押印がある免許状を必要として、これが無い者には江戸で住居を貸す・奉公させることを禁止、そしてまた出稼ぎの者を江戸の人別帳に登録することも禁止とした[1]。

この人別改の強化で江戸の人口増加を防ぐ狙いがあったが、その効果については疑問視されている。